# Vergt-de-Biron
Vergt-de-Biron – miejscowość i gmina we Francji, w regionie Nowa Akwitania, w departamencie Dordogne.
Według danych na rok 1990 gminę zamieszkiwało 190 osób, a gęstość zaludnienia wynosiła 12 osób/km² (wśród 2290 gmin Akwitanii Vergt-de-Biron plasuje się na 987. miejscu pod względem liczby ludności, natomiast pod względem powierzchni na miejscu 713.).